# Jarics
A Jarics (ukránul: Кондитерська фабрика «Ярич») ukrán édesipari cég. Telephelye Ukrajnában, a Kamjanka-buzkai járásban, a Lvivi területen található.
A cég teljesíti az IFS Food Standard nemzetközi élelmiszerbiztonsági követelményrendszert.
A keksz snacknek szivacsos szerkezete van, széles körben használják különböző desszertekhez.